# Dracontium bogneri
Dracontium bogneri är en kallaväxtart som beskrevs av Guang Hua Zhu och Thomas Bernard Croat. Dracontium bogneri ingår i släktet Dracontium och familjen kallaväxter. Inga underarter finns listade.